# 岡山電気軌道岡軌7600型電車
岡山電気軌道岡軌7600型電車（おかやまでんききどうおかき7600がたでんしゃ）は、岡山電気軌道に在籍する路面電車車両。ここでは、岡軌7700型電車についても述べる。

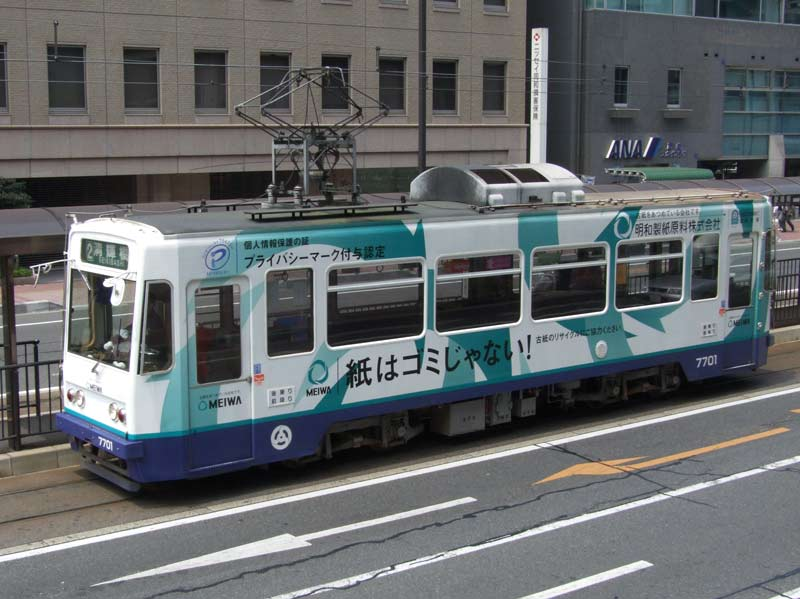
7701（岡軌7600・7700型は同一形態。外観上は台車のみ異なる）

## 概要

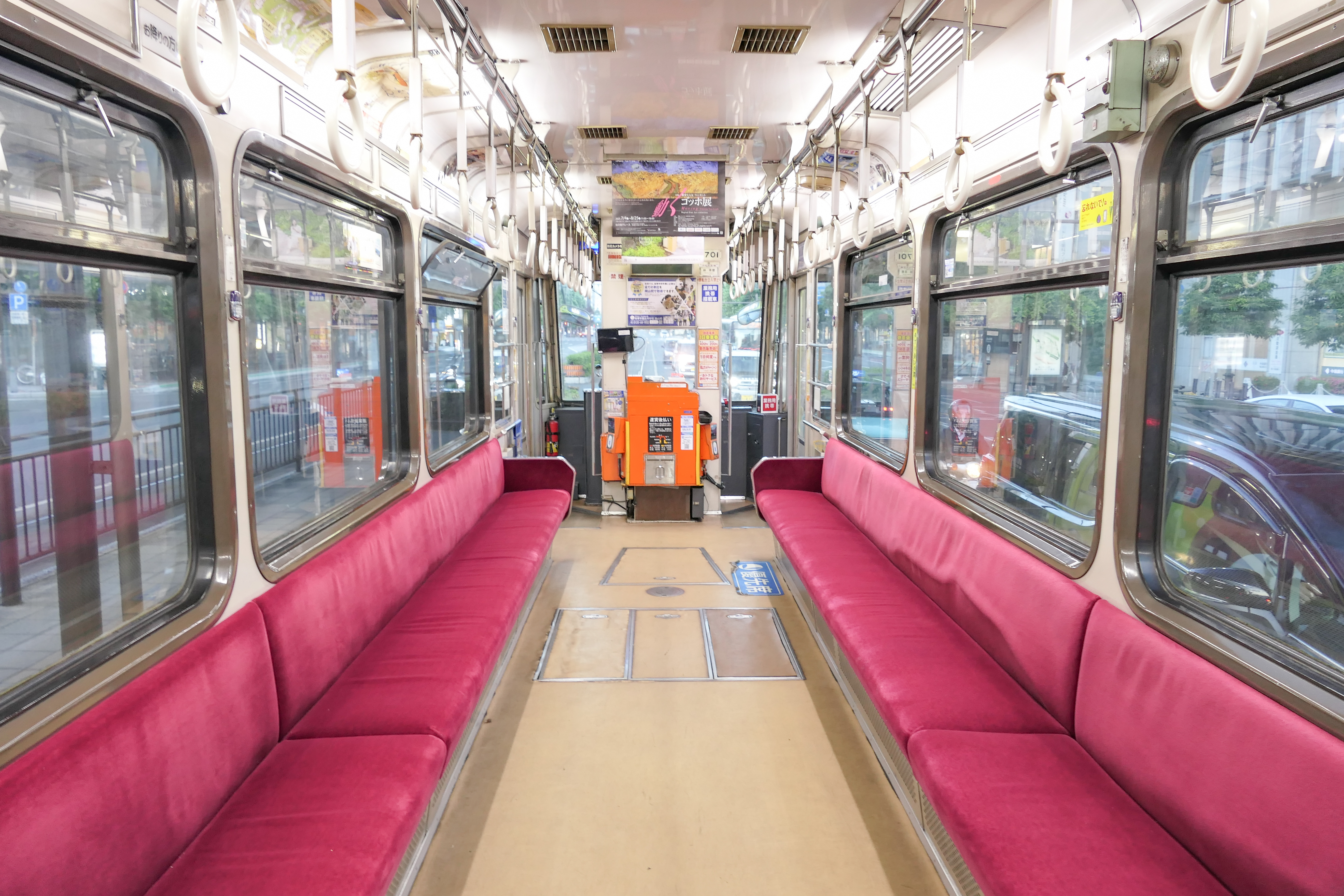
7701号の車内

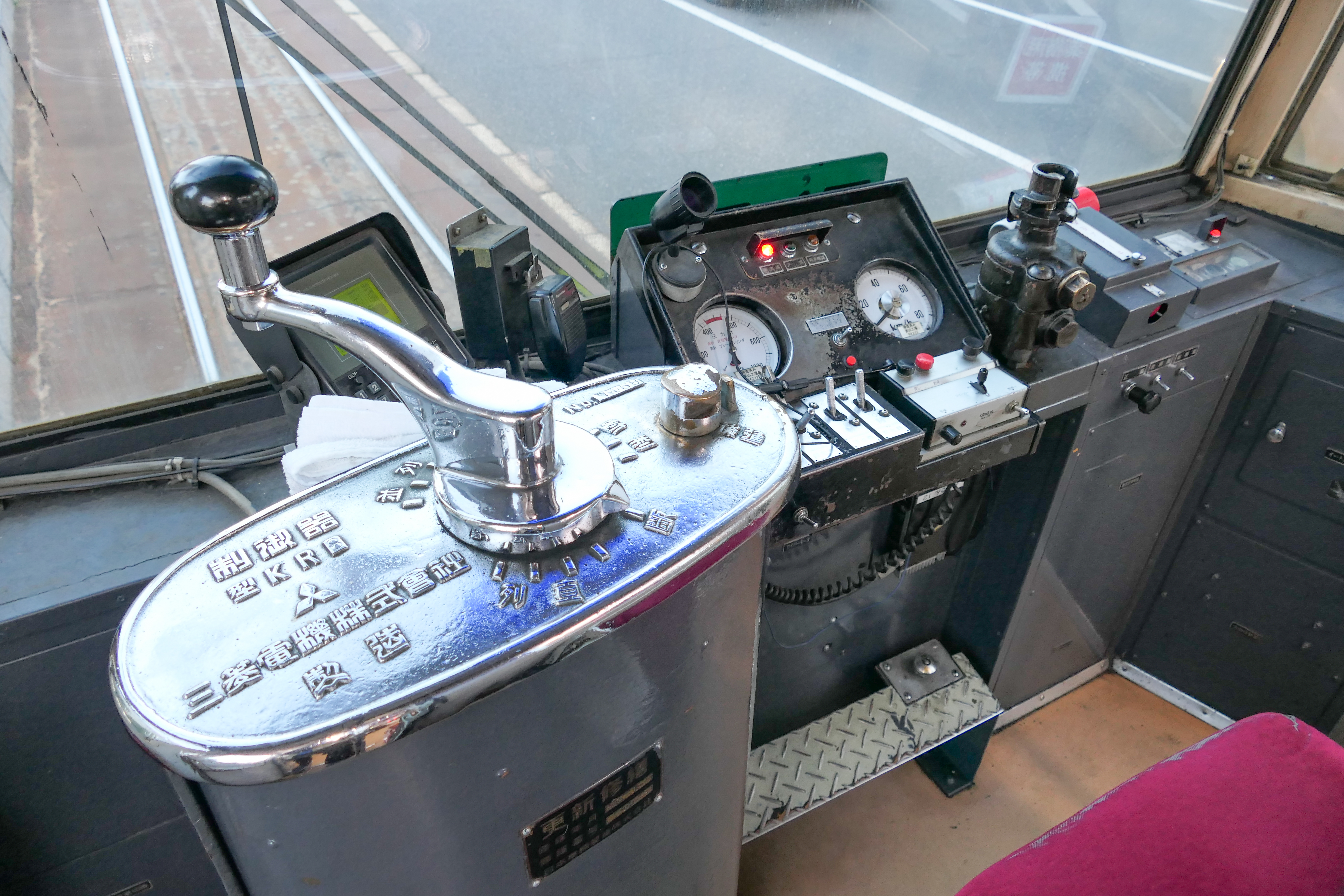
運転台

岡軌7600型は1986年（昭和61年）、岡軌7700型は1987年（昭和62年）にそれぞれ1両ずつ製造された。
それぞれ、老朽化が進行していた岡軌3800・2500型の残存車淘汰を目的としており、岡軌7700型の竣工により岡山電気軌道の非冷房車は岡軌3000型9両が残るのみとなった。
これらは当時岡山電気軌道が毎年のように増備していた一連の冷房車シリーズの一つで、上2桁で創業からの経過年数を示す岡山電気軌道独特の形式番号付与ルールに従い、新造年次ごとに形式が分けられているが、車体はほぼ共通である。
ただし、搭載機器は異なっており、岡軌7600型は新製品と工場在庫品を組み合わせ、岡軌7700型は在来車からの流用品を搭載する。
製造所はいずれもアルナ工機である。
車体は、岡軌7000 - 7500型までの新造冷房車のそれを基本としつつ、リファインを加えたものとなっており、前面は方向幕と前面窓との一体感を出したデザインとし、前照灯・尾灯は横に並んでいる。側面は従来のナニワ式アルミサッシを止め、窓柱を少なくして窓を大きくとり、下部を大きな固定式、上部を内側に倒れる可倒式とした、当時のバスで流行していた様式のものに変更されている。これにともない、上部の可倒式窓と干渉する車内のカーテンが廃止され、熱線吸収ガラスが採用された。
機器類については、主に岡軌7600型のものは新造あるいは自社工場在庫品の流用によっているが、岡軌7700型については主として岡軌7300型の更新時に未更新のまま残されていた、岡軌2500型2501（元呉市電700形702）のものを流用している。
主電動機は岡山電気軌道で標準的に使用されてきた三菱電機MB-172NRを各台車に1基ずつ、第2・3軸に外掛けで装架する。
竣工時はいずれも制御器に社内在庫品あるいは流用品による三菱電機KR-8直接制御器を搭載していたが、岡山電気軌道では1992年の西鉄北九州線第2次路線廃止時に廃車となった同社600形からの発生品である日立製作所DR BC-447を大量購入し、以後検査時などの機会をとらえて順次KR-8と交換している。
この制御器には非常用の発電ブレーキノッチも備わっているが、常用ブレーキとしては運転台に設置されたブレーキ弁によるSM3直通ブレーキを使用する。
外観上は台車の違いが識別点であり、岡軌7600型は新造品でプレス材溶接構造の軸ばね式台車であるアルナ工機NK-202を装着しているのに対し、岡軌7700型は岡軌2500型から流用された、枕ばねに重ね板ばねを用いる古風な外観・構造の鋳鋼製軸ばね式台車である新扶桑金属工業KS-40J（H-2127）となっている。